# Aukštojas

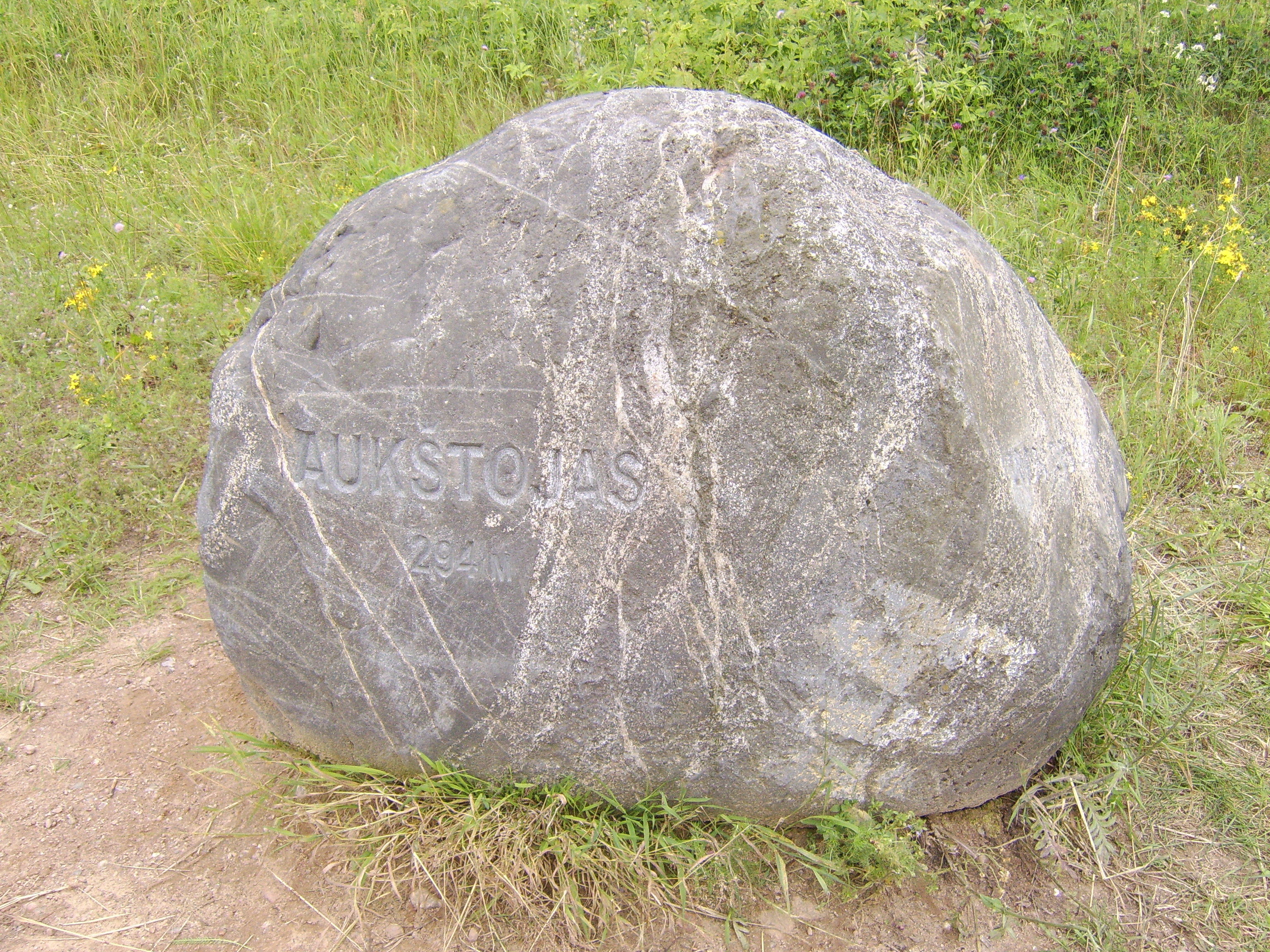
Gipfelstein

Der Aukštojas (auch: Aukštojo kalnas, Aukštasis kalnas) ist mit 293,842 m die höchste Erhebung Litauens. Der Hügel ist Teil des Belarussischen Höhenrückens und liegt unweit der Grenze zu Belarus in der Nähe des Dorfes Medininkai, etwa 24 Kilometer südöstlich der Hauptstadt Vilnius.

## Geschichte
2004 wurde die Erhebung vom Institut für Geodäsie der Technischen Gediminas-Universität Vilnius mit Hilfe von GPS-Technologie neu vermessen. Bis dahin galt der Juozapinės kalnas mit 292,7 m, etwa 500 m östlich des Aukštojas als höchster Punkt des Landes. 1985 hatte der litauische Geograph und Geomorphologe Rimantas Krupickas diesbezüglich Bedenken angemeldet.
Der Gouverneur des Regierungsbezirks Vilnius hat das bisher landwirtschaftlich genutzte Gelände um den Aukštojas umgewidmet. Es soll künftig für touristische und kulturelle Zwecke genutzt werden. Auf dem Berggipfel befindet sich ein Hain von Nadelbäumen. Der Verein Lietuvos viršūnės, geleitet von Vladas Vitkauskas, einem bekannten litauischen Bergsteiger, bemüht sich darum, den Berg als Landschaftsdenkmal der Region zu etablieren.
Aukštojas (auch: Aukštėjas , Aukštujis) ist in der Litauischen Mythologie eine Bezeichnung für den obersten Gott, den Schöpfer der Welt. Libertas Klimka, Professor an der Pädagogischen Universität Vilnius, schlug ihn als Namensgeber für die neue höchste Erhebung des Landes vor und gewann damit einen Wettbewerb. Der Berg wurde am 20. Juni 2005 in einer inoffiziellen Feier getauft. Am 18. November 2005 gab der Rat der Rajongemeinde Vilnius seine Zustimmung.

## Weblink
- Lietuvių karo keliu į Aukštėjo kalną – Artikel von Libertas Klimka  in Lietuvos Muziejai 2005, Nr. 1–2 (litauisch)